# Update
Update var ett nyhetsprogram på TV3 och utgjorde en efterföljare till 3 minuter, TV3 Direkt och Metronyheterna.  Programmet började sändas den 27 februari 2005. Update sände nyheter tre gånger per kväll, fem dagar i veckan. Sändningarna klockan 19 och 21 bestod av nyhetssammanfattningar medan den sena sändningen klockan 23 var sju minuter lång och höll ett traditionellt nyhetsformat. "Update" kallades internt för "Superdesken" för det stora skrivbord som användes i sändningen.
Nyhetsankare var Anna Järphammar, Daniel Johansson, Frederic Pavlidis, Catarina Friskman, Mikael Nilsson, Helena Trygg Bigner och Monica Ohlsson. Anna Järphammar var nyhetschef och hade titeln "head of news".